# Bébi úr: Családi ügy
A Bébi úr: Családi ügy (eredeti cím: The Boss Baby: Family Business) 2021-ban bemutatott amerikai számítógépes animációs kaland-vígjáték, a 2017-es Bébi úr folytatása. A filmet a DreamWorks Animation gyártotta és a Universal Pictures forgalmazta. Tom McGrath rendezte, Michael McCullers forgatókönyvéből, McGrath és McCullers történetéből. A főszerepet Alec Baldwin, James Marsden, Amy Sedaris, Ariana Greenblatt, Jeff Goldblum, Eva Longoria, Jimmy Kimmel és Lisa Kudrow alakítja.
A filmet az Amerikai Egyesült Államokban 2021. július 2-án (hagyományos és korlátozott RealD 3D-ben, IMAX-ben és Dolby Cinemában; 60 napig a Peacock fizetős hálózatán is sugározták) míg Magyarországon 24 nappal később, augusztus 26-án mutatták be a mozikban a UIP-Dunafilm forgalmazásában.
A Templeton testvérek felnőttek és eltávolodtak egymástól, de egy innovatív megközelítésű főnökbaba újra összehozza őket, aki új családi vállalkozást kezdeményez.

## Szereplők
| Szereplő | Eredeti hang      | Magyar hang             |
| --- | ----------------- | ----------------------- |
| Ted Templeton Jr. / Bébi úr, a Bébi Rt. korábbi vezetője, Tim öccse, Tina és Tabitha nagybátyja, Carol sógora, valamint idősebb Ted és Janice fia. | Alec Baldwin      | Csankó Zoltán           |
| Tim Templeton, ifjabb Ted bátyja, Carol férje, Tina és Tabitha apja, valamint idősebb Ted és Janice fia.                                           | James Marsden     | Szatory Dávid           |
| Tina Templeton, a Bébi Rt. beépített és új vezetője, Tim és Carol kisebbik lánya.                                                                  | Amy Sedaris       | Kiss Erika              |
| Tabitha Templeton, Tim és Carol rendkívül intelligens idősebb lánya.                                                                               | Ariana Greenblatt | Hegedűs Johanna         |
| Dr. Erwin Armstrong, egy intelligens baba, akinek az a terve, hogy eltüntessen minden felnőttet.                                                   | Jeff Goldblum     | Schnell Ádám            |
| Carol Templeton, Tim felesége, ifjabb Ted sógornője, idősebb Ted és Janice menye, valamint Tina és Tabitha édesanyja.                              | Eva Longoria      | Kisfalvi Krisztina      |
| Ted Templeton Sr., Janice férje, Ted Jr. és Tim édesapja, Carol apósa, valamint Tina és Tabitha nagyapja.                                          | Jimmy Kimmel      | Stohl András            |
| Janice Templeton, idősebb Ted felesége, ifjabb Ted és Tim édesanyja, Carol anyósa, valamint Tina és Tabitha nagymamája.                            | Lisa Kudrow       | Szávai Viktória         |
| Mági, Tim Gandalf-szerű ébresztőórája a gyerekkorából.                                                                                             | James McGrath     | Harsányi Gábor          |
| Nathan | Raphael Alejandro | Gáll Dávid              |
| Meghan | Serenity Brown    | Csikos Léda             |
| Jimbo | David Soren       | Minárovits Péter        |
| Connie | James Ryan        | Laurinyecz Réka         |
| Kis Kukucs bébi | Nova Reed         | Dolmány-Bogdányi Korina |
| „Nem” lány | Ashlyn Lundahl    | Nagy Zselyke Hanna      |
| Dr. Tiffany Hamilton | Tom McGrath       | Wégner Judit            |

## Számlista
Az összes szám szerzője Hans Zimmer és Steve Mazzaro.
| #   | Cím                               | Előadó                                              | Hossz |
| --- | --------------------------------- | --------------------------------------------------- | ----- |
| 1.  | To Baby Corp                      |                                                     | 2:02  |
| 2.  | Ted Comes Home                    |                                                     | 2:27  |
| 3.  | Bedtime                           |                                                     | 0:58  |
| 4.  | The Attic                         |                                                     | 3:55  |
| 5.  | Crisis at Baby Corp               |                                                     | 1:54  |
| 6.  | The Secret Formula                |                                                     | 0:58  |
| 7.  | The Chase                         |                                                     | 3:46  |
| 8.  | Acorn School                      |                                                     | 3:58  |
| 9.  | Meet the Templetons               |                                                     | 3:33  |
| 10. | Armstrong                         |                                                     | 2:49  |
| 11. | Nightmare Court                   |                                                     | 2:16  |
| 12. | We Overslept                      |                                                     | 1:02  |
| 13. | They're Home!                     |                                                     | 1:51  |
| 14. | Family Dinner                     |                                                     | 3:44  |
| 15. | Latchkey Kid                      |                                                     | 0:52  |
| 16. | Marcos Comes Home                 |                                                     | 2:26  |
| 17. | Baby Pep Rally                    |                                                     | 2:13  |
| 18. | School Days                       |                                                     | 2:55  |
| 19. | She Can Talk                      |                                                     | 1:01  |
| 20. | Stop the Show                     |                                                     | 1:49  |
| 21. | It's Back On                      |                                                     | 3:18  |
| 22. | Mission Planning                  |                                                     | 2:21  |
| 23. | Shutdown the Server               |                                                     | 5:23  |
| 24. | Yay Templetons                    |                                                     | 4:05  |
| 25. | The Greatest Gift                 |                                                     | 2:36  |
| 26. | If You Want to Sing Out, Sing Out | James Marsden, Ariana Greenblatt, and Jacob Collier | 2:23  |
| 27. | Together We Stand                 | Ariana Greenblatt                                   | 3:16  |

## Filmkészítés
2017. május 25-én a Universal Pictures és a DreamWorks Animation bejelentette, hogy 2021. március 26-án megjelenik a folytatás, amelyben Alec Baldwin ismét szerepet kap. 2019. május 17-én bejelentették, hogy Tom McGrath visszatért rendezőként, és Jeff Hermann, akinek többek között a Bilby, Bird Karma, és a Marooned című filmeket köszönhetjük, helyettesítette Ramsey Ann Naito-t producerként. 2020. szeptember 17-én, Jeff Goldblum, Ariana Greenblatt, Eva Longoria, James Marsden (Tobey Maguire helyett) és Amy Sedaris csatlakozott a szereplőgárdához, a visszatérő színészek Jimmy Kimmel és Lisa Kudrow mellett.
A forgatás egyes részei távmunkával készültek a COVID-19 pandémia alatt.
Hans Zimmer és Steve Mazzaro, akik korábban az első film zenéjét szerezték, visszatértek a folytatáshoz, míg Jacob Collier az "If You Want to Sing Out, Sing Out" című Cat Stevens feldolgozást írta. A Finding Neverland dalszerzője, Gary Barlow szintén közreműködött egy vadonatúj dallal, amelyet Greenblatt adott elő "Together We Stand" címmel.

## Megjelenés
A Bébi úr: Családi ügy 2021. július 2-án került az Amerikai Egyesült Államok mozijaiba, a Universal Pictures forgalmazásában, normál RealD 3D, IMAX és Dolby Cinema vetítésben; 60 napig a Peacock fizetős Tv-hálózaton is sugározták. Eredetileg 2021. március 26-ra tervezték a megjelenést, de a COVID-19 világjárvány miatt 2021. szeptember 17-re halasztották, majd 2021. július 2-ra csúsztatták.
A Samba TV adatai szerint a nyitóhétvégén 783 000 otthoni nézte a filmet a Peacockon.

## Kritikai visszhang
A Rotten Tomatoes weboldalon 72 kritika alapján a film 47%-os minősítést kapott, 5,5/10-es átlagértékeléssel. A Metacritic-en a film átlagpontszáma 40 a 100-ból, 16 kritikus alapján, ami "vegyes vagy átlagos értékelést" jelent. A CinemaScore által megkérdezett közönség átlagosan "A" osztályzatot adott a filmnek egy A+-tól F-ig terjedő skálán (ami javulás az első film "A-" osztályzatához képest), míg a PostTrak szerint a nézők 72%-a adott pozitív értékelést, 49%-uk pedig azt mondta, hogy kifejezetten ajánlja a filmet.

## Lehetséges folytatás
2021 júniusában egy Alec Baldwinnal és Amy Sedarisszal tartott kérdezz-felelek során bejelentették, hogy egy harmadik Bébi úr-film már fejlesztés alatt áll.

## Fordítás
- Ez a szócikk részben vagy egészben  a   The Boss Baby: Family Business című angol Wikipédia-szócikk fordításán alapul.  Az eredeti cikk szerkesztőit annak laptörténete sorolja fel. Ez a jelzés csupán a megfogalmazás eredetét és a szerzői jogokat jelzi, nem szolgál a cikkben szereplő információk forrásmegjelöléseként.